# Дёрренбах (Пфальц)
Дёрренбах (нем. Dörrenbach) — община в Германии, в земле Рейнланд-Пфальц.
Входит в состав района Южный Вайнштрассе. Подчиняется управлению Бад Бергцаберн. Население составляет 924 человека (на 31 декабря 2010 года). Занимает площадь 10,14 км².